# آشلاند
آشلاند (بالإنجليزية: Ashland)‏ هي مدينة أمريكية تقع في ولاية ألاباما.تبلغ مساحة هذه المدينة 18.8 (كم²)،ويبلغ عدد سكانها 1873 نسمة حسب إحصاء سنة 2010 م.تشير الإحصاءات بأن الكثافة السكانية في هذه المدينة تقدر بـ(104.5) نسمة/كم2.

## التركيبة السكانية
حدّد مكتب تعداد الولايات المتحدة بيانات التركيبة السكانية لآشلاند في تعداد الولايات المتحدة. في ما يلي، التركيبة السكانية حسب تعدادي 2000 و2010.

### تعداد عام 2000
بلغ عدد سكان آشلاند 1,965 نسمة بحسب تعداد عام 2000، وبلغ عدد الأسر 854 أسرة وعدد العائلات 519 عائلة مقيمة في البلدة. في حين سجلت الكثافة السكانية 103 نسمة لكل كيلومتر مربع (266.8/ميل2). وبلغ عدد الوحدات السكنية 975 وحدة بمتوسط كثافة قدره 51.1 لكل كيلومتر مربع (132.3/ميل2).
وتوزع التركيب العرقي للبلدة بنسبة 73.74% من البيض و25.29% من الأمريكيين الأفارقة و0.10% من الأمريكيين ذوي الأصول الآسيوية و0.20% من الأعراق الأخرى و0.66% من عرقين مختلطين أو أكثر و2.70% من الهسبانيون أو اللاتينيون من أي عرق.
بلغ عدد الأسر 854 أسرة كانت نسبة 29.5% منها لديها أطفال تحت سن الثامنة عشر تعيش معهم، وبلغت نسبة الأزواج القاطنين مع بعضهم البعض 43% من أصل المجموع الكلي للأسر، ونسبة 15% من الأسر كان لديها معيلات من الإناث دون وجود شريك، بينما كانت نسبة 2.8% من الأسر لديها معيلون من الذكور دون وجود شريكة وكانت نسبة 39.2% من غير العائلات. تألفت نسبة 37.5% من أصل جميع الأسر من عدة أفراد يعيشون في نفس المنزل ونسبة 20% كانت تتألف من شخص يعيش بمفرده يبلغ من العمر 65 عاماً أو أكثر. وبلغ متوسط حجم الأسرة المعيشية 2.14، أما متوسط حجم العائلات فبلغ 2.80.
بلغ العمر الوسطي للسكان 41.4 عاماً. وكانت نسبة 21% من القاطنين تحت سن الثامنة عشر، وكانت نسبة 7.1% بين الثامنة عشر والرابعة والعشرين عاماً، ونسبة 24.5% كانت واقعةً في الفئة العمرية ما بين الخامسة والعشرين والرابعة والأربعين عاماً، ونسبة 21.4% كانت ما بين الخامسة والأربعين والرابعة والستين، ونسبة 19.1% كانت ضمن فئة الخامسة والستين عاماً فما فوق. يوجد لكل 100 أنثى 81.5 ذكر، ويوجد لكل 100 أنثى في الثامنة عشر من عمرها فما فوق 75.6 ذكر.
بلغ متوسط دخل الأسرة في البلدة 23,469 دولارًا، أما متوسط دخل العائلة فبلغ 33,583 دولارًا. وكان متوسط دخل الذكور 24,715 دولارًا مقابل 18,500 دولارًا للإناث. وسجل دخل الفرد الخاص بالبلدة 13,927 دولارًا. وكانت نسبة 12.2% من العائلات ونسبة 19.9% من السكان تحت خط الفقر، وكان من هؤلاء نسبة 27.2% تحت سن الثامنة عشر ونسبة 23.4% في الخامسة والستين من العمر وما فوق.

### تعداد عام 2010
بلغ عدد سكان آشلاند 2,037 نسمة بحسب تعداد عام 2010، وبلغ عدد الأسر 849 أسرة وعدد العائلات 516 عائلة مقيمة في البلدة. في حين سجلت الكثافة السكانية 106.8 نسمة لكل كيلومتر مربع (276.6/ميل2). وبلغ عدد الوحدات السكنية 986 وحدة بمتوسط كثافة قدره 51.7 لكل كيلومتر مربع (133.9/ميل2).
وتوزع التركيب العرقي للبلدة بنسبة 71.48% من البيض و24.10% من الأمريكيين الأفارقة و0.34% من الأمريكيين الأصليين و0.74% من الأمريكيين ذوي الأصول الآسيوية و2.01% من الأعراق الأخرى و1.33% من عرقين مختلطين أو أكثر و5.74% من الهسبانيون أو اللاتينيون من أي عرق.
بلغ عدد الأسر 849 أسرة كانت نسبة 29.6% منها لديها أطفال تحت سن الثامنة عشر تعيش معهم، وبلغت نسبة الأزواج القاطنين مع بعضهم البعض 37.3% من أصل المجموع الكلي للأسر، ونسبة 18.1% من الأسر كان لديها معيلات من الإناث دون وجود شريك، بينما كانت نسبة 5.3% من الأسر لديها معيلون من الذكور دون وجود شريكة وكانت نسبة 39.2% من غير العائلات. تألفت نسبة 37.2% من أصل جميع الأسر من عدة أفراد يعيشون في نفس المنزل ونسبة 18.6% كانت تتألف من شخص يعيش بمفرده يبلغ من العمر 65 عاماً أو أكثر. وبلغ متوسط حجم الأسرة المعيشية 2.22، أما متوسط حجم العائلات فبلغ 2.91.
بلغ العمر الوسطي للسكان 41.8 عاماً. وكانت نسبة 21.3% من القاطنين تحت سن الثامنة عشر، وكانت نسبة 9.1% بين الثامنة عشر والرابعة والعشرين عاماً، ونسبة 24.3% كانت واقعةً في الفئة العمرية ما بين الخامسة والعشرين والرابعة والأربعين عاماً، ونسبة 24.9% كانت ما بين الخامسة والأربعين والرابعة والستين، ونسبة 20.4% كانت ضمن فئة الخامسة والستين عاماً فما فوق. وتوزع التركيب الجنسي للسكان بنسبة 45.9% ذكور و54.1% إناث.

## أعلام
- حيرام ويزلي إيفانز
- هوغو بلاك
- بوب رايلي
- بيت بونير
- هوارد بالارد